# 前川優希
前川 優希（まえかわ ゆうき、1997年12月17日 - ）は、日本の俳優。フリーランス。東京都出身。クラーク記念国際高等学校パフォーマンスコース卒業。

## 経歴
- 2015年、高校在学中にNHK Eテレ「Rの法則」で芸能界デビュー[2]。スペースクラフト・エージェンシーに所属。
- 2016年、舞台『K -Lost Small World-』から本格的に俳優活動を行う。[3]
- 2018年、縁ろず屋第6回公演『おとぎりそう』で舞台初主演を果たす。
- 2019年、新感覚アーティストグループTFGとしてメジャーデビュー。[4][注 1]
- 2019年、自身の誕生日である12月17日に初のバースデーイベントを開催。また、同日に初の写真集『優しい花と笑い声』を発売。[5]
- 2021年、自身初となるDVD『en.』を発売。主演のほか、監督・脚本・ロケハンに携わる。[6]
- 2023年7月、初のワンマンライブ「EAR/NEST」を東京・大阪で実施。
- 2023年11月、舞台「青いはる」にて舞台の総合プロデュースに初挑戦し、脚本・演出を務めた。[7]
- 2024年6月30日、契約満了のためスペースクラフト・エージェンシーとの専属契約を終了。7月1日からはフリーランスで活動中。[8]

## 人物
- 特技は殺陣、ダンス[1]、イントロクイズ[9]、ツッコミ[10]。趣味はカメラ、散歩、読書[1]、サイクリング[9]。
- 小学生のときはミニバスケットボールをしていた。[11] 小学校の学芸会で演劇をしたことがきっかけで芝居の楽しさを知り、中学校では演劇部に入部した。[12]
- 高校ではカリキュラムとして演劇・表現を学び、高校3年生のときに「Rの法則」に起用され芸能活動をスタートした。[13]
- 中学生までは母親から「うーたん」「うーちゃん」と呼ばれていた。[14]
- 自身の性格について、人見知りではあるが社交的でメンタルが強いと語っている。[9]

## 出演
太字は主演。

### 舞台・ミュージカル・朗読劇
2016年
- 舞台『Ｋ -Lost Small World-』 - 湊速人 役[15]
  - 7月22日 - 24日、AiiA 2.5 Theater Tokyo
  - 7月30日 - 31日、京都劇場

2017年
- トワイスアップ〜沈んだ碧は息ができないそんな場所〜 - ジョーン 役[16]
  - 9月28日 - 10月1日、浅草六区ゆめまち劇場
- RICE on STAGE『ラブ米』〜Endless rice riot〜 - ひとめぼれ 役[17]
  - 11月17日 - 26日、品川プリンスホテル クラブeX

2018年
- GEKIIKE本公演第9回『漆黒ノ戰花』 - 浅見千早 役[18]
  - 1月17日 - 28日、新宿村LIVE
- RICE on STAGE『ラブ米』Festival in バレンタイン - ひとめぼれ 役[19]
  - 2月14日 - 17日、品川プリンスホテル クラブeX
- RICE on STAGE『ラブ米』〜I'll give you rice〜 - ひとめぼれ 役[20]
  - 4月21日 - 30日、品川プリンスホテル クラブeX
- MANKAI STAGE『A3!』〜SPRING & SUMMER 2018〜 - 皆木綴 役[21]
  - 6月28日 - 7月8日、天王洲 銀河劇場
  - 7月13日 - 16日、京都劇場
  - 10月26日 - 11月4日、天王洲 銀河劇場
- 最遊記歌劇伝―異聞― - 道卓 役[22]
  - 9月4日 - 9日、シアターGロッソ
- 縁ろず屋第6回公演『おとぎりそう』 - 大崩仁 役[23]
  - 12月19日 - 23日、小劇場てあとるらぽう

2019年
- MANKAI STAGE『A3!』〜AUTUMN & WINTER 2019〜 - 皆木綴 役[24]
  - 1月31日 - 2月11日、日本青年館ホール
  - 2月23日 - 24日、下関市民会館 大ホール
  - 2月27日 - 3月3日、梅田芸術劇場 メインホール
  - 3月15日 - 24日、天王洲 銀河劇場
- MANKAI STAGE『A3!』〜SPRING 2019〜 - 皆木綴 役[25]
  - 4月25日 - 5月6日、天王洲 銀河劇場
  - 5月10日 - 14日、大阪メルパルクホール
  - 5月18日 - 19日、長岡市立劇場 大ホール
  - 5月23日 - 6月2日、天王洲 銀河劇場
- 『BOYS TALK』第4弾 - 日替わりBOYS[26]
  - 6月7日[注 2]、全労済ホール／スペース・ゼロ
- MANKAI STAGE『A3!』〜SUMMER 2019〜 - 皆木綴 役[27]
  - 8月8日 - 18日、品川プリンスホテル ステラボール
  - 8月23日 - 9月1日、AiiA 2.5 Theater Kobe
  - 9月6日 - 8日、名古屋市公会堂
  - 9月13日 - 15日、長岡市立劇場 大ホール
  - 9月19日 - 29日、品川プリンスホテル ステラボール
- ブシプロ第3回公演『BURAI2』 - 井口正義 役[28]
  - 12月4日 - 8日、あうるすぽっと

2020年
- MANKAI STAGE『A3!』〜AUTUMUN 2020〜 - 皆木綴 役[29]
  - 1月18日 - 26日、品川プリンスホテル ステラボール
  - 1月31日 - 2月2日、アイプラザ豊橋
  - 2月6日 - 16日、AiiA 2.5 Theater Kobe
  - 2月20日 - 3月1日、品川プリンスホテル ステラボール
- MANKAI STAGE『A3!』〜WINTER 2020〜 - 皆木綴 役[30]　※全公演中止[31][注 3]
  - 4月24日 - 5月10日、天王洲 銀河劇場
  - 5月14日 - 24日、AiiA 2.5 Theater Kobe
  - 5月28日 - 31日、レクザムホール（香川県県民ホール） 大ホール
  - 6月4日 - 14日、品川プリンスホテル ステラボール
- 舞台『機動戦士ガンダム 00 -破壊による覚醒-Re:（in）novation』 - 沙慈・クロスロード 役[32]　※全公演中止[33][注 4]
  - 7月17日 - 26日、新国立劇場 中劇場
- パレード・ホライゾン-PARADE HORIZONS-[34]　※全公演中止[注 5]
  - 8月8日 - 10日、北沢タウンホール
- MANKAI STAGE『A3!』〜WINTER 2020.08〜 - 皆木綴 役[36]
  - 8月16日 - 22日、天王洲 銀河劇場
- MANKAI STAGE『A3!』〜Four Seasons LIVE 2020〜 - 皆木綴 役[37]
  - 9月17日 - 20日、東京ガーデンシアター
- RICE on STAGE『ラブ米』〜Rice will come again〜 - ひとめぼれ 役[38]
  - 11月19日 - 29日、品川プリンスホテル クラブeX
- おとぎ裁判 第3審 〜魔法の豆はマネーまみれキミのハートをジャックする♪〜 - ゲスト 役[39]
  - 12月13日、14日、17日[注 6]、紀伊國屋サザンシアターTAKASHIMAYA
- チャオ！明治座祭10周年記念特別公演『忠臣蔵討入・る祭』 - 東山天皇 役[注 7][40]
  - 12月28日 - 31日、明治座

2021年
- 畠中恵『しゃばけ』シリーズ presents シャイニングモンスター 〜ばくのふだ〜 - 一太郎 役[41]
  - 3月13日 - 21日、CBGKシブゲキ!!
- MANKAI STAGE『A3!』〜WINTER 2021〜 - 皆木綴 役[42]
  - 5月20日 - 30日、TACHIKAWA STAGE GARDEN
  - 6月3日 - 6日、梅田芸術劇場 シアター・ドラマシティ
  - 6月10日 - 13日、アイプラザ豊橋
- MANKAI STAGE『A3!』Troupe LIVE〜SPRING 2021〜 - 皆木綴 役[43]
  - 8月18日 - 22日、TACHIKAWA STAGE GARDEN
- おねがいっパトロンさま！ The Stage - 胡桃峯 役[44]
  - 9月15日 - 20日、草月ホール
- 朗読劇『M・A・D朗毒』 - キョウジ 役、トウジ 役（回替わり）[45]
  - 11月19日、26日、28日[注 8]、横浜赤レンガ倉庫1号館 3Fホール
- シン る・ひま オリジナ・る ミュージカ・る『明治座で逆風に帆を張る!!』 - 源範頼 役[46]
  - 12月28日 - 31日、明治座

2022年
- 舞台『機動戦士ガンダム 00 -破壊による覚醒-Re:（in）novation』 - 沙慈・クロスロード 役[47]
  - 2月5日 - 14日、新国立劇場 中劇場[注 9]
- MANKAI STAGE『A3!』ACT2! 〜SPRING 2022〜 - 皆木綴 役[49]
  - 4月22日 - 27日、東京国際フォーラム ホールC
  - 5月4日 - 8日、神戸国際会館こくさいホール
  - 5月13日 - 15日、レクザムホール（香川県県民ホール） 大ホール
  - 5月20日 - 30日、日本青年館ホール
- 舞台『SHAPE』 - 坂本勇希 役[50]
  - 6月15日 - 20日、新宿シアターモリエール
- 畠中恵『しゃばけ』シリーズPresents シャイニングモンスター 2nd STEP 〜てんげんつう〜 - 一太郎 役[51]
  - 7月30日 - 8月4日、浅草花劇場
- 『NAIKON AID』〜劇団ナイスコンプレックスクラウドファンディングイベント〜 ファーストテイク朗読劇『ナイスコンプレックス』 - 和田健介 役[52]
  - 8月11日、新宿シアタートップス
- 朗読劇『改札を抜けて』 - 河合駿 役[53]
  - 8月27日、28日[注 10]、キンケロ・シアター
- 一騎討ちProject 舞台『忘華 〜ボケ〜』 - 羽田 役[54]
  - 9月28日 - 10月2日、草月ホール
  - 10月8日 - 10日、ABCホール
- 音楽劇 ジェイド・バイン - ジェイド・バイン 役[55]
  - 11月17日 - 23日、シアター1010
- 笑う門には福来・る祭『明治座でどうな・る家康』 第二部 ショー『三方の森 ジブれ美術館』 - 館長 役（司会）[56]
  - 12月23日 - 26日、明治座
  - 2023年1月8日、梅田芸術劇場メインホール

2023年
- MANKAI STAGE『A3!』ACT2! 〜WINTER 2023〜 - 皆木綴 役[57]
  - 1月21日 - 29日、TACHIKAWA STAGE GARDEN
  - 2月3日 - 12日、AiiA 2.5 Theater Kobe
  - 2月17日 - 26日、TACHIKAWA STAGE GARDEN
- ナイスコンプレックスN33『ゲズントハイト〜お元気で〜』 - 吉井武人 役
  - 3月16日[注 11]、あうるすぽっと
- おとぎ裁判 第4審 - ゴースト 役[58]
  - 3月25日 - 4月2日、CBGKシブゲキ!!
- MANKAI STAGE『A3!』ACT2! 〜SPRING 2023〜 - 皆木綴 役[59]
  - 5月13日 - 21日、TACHIKAWA STAGE GARDEN
  - 5月27日・28日、AiiA 2.5 Theater Kobe
  - 6月2日 - 11日、TOKYO DOME CITY HALL
- 狂音文奏楽『文豪メランコリー』 - 夏目漱石 役[60]
  - 6月29日 - 7月9日、六行会ホール
- トレンディは突然に[61]
  - 7月16日[注 12]、シアターサンモール
- MANKAI STAGE『A3!』ACT2! 〜SUMMER 2023〜 - 皆木綴 役[62]
  - 8月12日 - 20日、TACHIKAWA STAGE GARDEN
  - 8月26日 - 9月3日、AiiA 2.5 Theater Kobe
  - 9月8日 - 18日、TACHIKAWA STAGE GARDEN
- 劇団ホチキス 第47回公演「明後日のガラパゴス」 - 礒崎新 役
  - 10月4日 - 9日、新国立劇場 小劇場
- 2.5次元ナビ！シアターVol.2〜Show Must Go On〜 - 内海 役[63]
  - 11月8日 - 12日、シアター・アルファ東京
- 舞台「青いはる」 - 役者 役
  - 11月29日 - 12月3日[注 13]、シアター・アルファ東京
- シンる・ひま オリジナ・る ミュージカ・る「ながされ・る君へ〜足利尊氏太変記〜」 - 新田義貞 役[64]
  - 12月28日 - 31日、明治座

2024年
- スプリングマン『九十九想太の生活』 - 九十九想太 役[65]
  - 2月28日 - 3月3日、シアター・アルファ東京
- 時をかけ・る〜LOSER〜 - 小早川隆景 役、直江兼続 役、真田幸村 役、そのほか[66]
  - 3月22日 - 24日、新国立劇場 小劇場
- MANKAI STAGE『A3!』ACT2! 〜WINTER 2024〜 - 皆木綴 役[67]
  - 4月9日 - 14日、TOKYO DOME CITY HALL
  - 4月19日 - 21日、Niterra日本特殊陶業市民会館 フォレストホール
  - 4月26日 - 30日、東京国際フォーラム ホールC
  - 5月5日 - 12日、箕⾯市⽴⽂化芸能劇場 大ホール
- ブシプロ第4回公演『BURAI3』 - 井口正義 役
  - 4月22日[注 14]、あうるすぽっと
- 宮下貴浩×私オム プロデュース 第7回公演 舞台「愚れノ群れ」 - 橘靖也 役[68]
  - 6月5日 - 12日、シアターサンモール
- Staging!! Vol.1『四月十一日を千二百回繰り返したと主張する男』 - 船橋彰 役[注 15]
  - 6月14日 - 16日[注 16]、Mixalive TOKYO Theater Mixa
- 磯貝龍乎プレゼンツVol.3 狂音文奏楽「文豪メランコリー：Re」 - 夏目漱石 役[69]
  - 6月26日 - 30日、博品館劇場
- コブクロ JUKE BOX reading musical “FAMILY”[70]
  - 7月19日[注 17]、紀伊國屋サザンシアターTAKASHIMAYA
- 朗読劇『文豪LETTERS』
  - 8月15日、ドームホール
- 一騎討ちProject 第六回公演 舞台『あれから』 - 三輪秀仁 役
  - 9月11日 - 15日、赤坂RED/THEATER
  - 9月21日 - 23日、ABCホール
- MANKAI STAGE『A3!』〜Four Seasons LIVE 2024〜 - 皆木綴 役[71]
  - 10月31日 - 11月4日、東京ガーデンシアター
- 劇団チャイ。 番外公演 舞台『HIDEOUT』
  - 11月17日[注 18]、新宿スターフィールド
- シンる・ひま オリジナ・る ミュージカ・る 革命「もえ・る剣」 - 沖田総司 役[72]
  - 12月27日 - 2025年1月2日、シアターH
  - 2025年1月18日 - 19日、サンケイホールブリーゼ

2025年
- 舞台「末原拓馬奇譚庫」[73]
  - 1月22日 - 25日、Hall Mixa
- MANKAI STAGE『A3!』ACT3! 2025 - 皆木綴 役[74]
  - 3月22日 - 5月10日、KAAT神奈川芸術劇場 ホール
- ハジケ・る ポップコーン一座「『テイ・る オブ ナイトメア』〜不思議の国の給仕係〜」[75] - 日替わりゲスト
  - 3月23日[注 19]、I'M A SHOW
- 宮下貴浩×私オム プロデュース 第9回公演 舞台「霧」
  - 6月4日 - 6月15日、シアターサンモール[76]
- PERSONA3 Lunation the ACT - 真田明彦 役[77]
  - 7月6日 - 13日、シアターGロッソ
- 舞台「呪術廻戦」-懐玉・玉折- - 灰原雄 役[78]
  - 8月22日 - 31日、天王洲 銀河劇場
  - 9月5日 - 7日、SkyシアターMBS
- 萩・京都維新物語 世界遺産朗読劇『幕末松風録〜萩の章〜』 - 高杉晋作 役[79]
  - 9月13日 - 15日、萩明倫館 中庭
- 劇団おぼんろ 第26回本公演『ラルスコット・ギグの動物園』[80] - 日替わりゲスト
  - 9月19日[注 20]、Mixalive TOKYO Theater Mixa
- 時をかけ・る〜LOSER〜2 - 西郷隆盛 役、板垣退助 役、徳川慶喜役、沖田総司 役、そのほか
  - 10月30日 - 11月4日、品川プリンスホテル クラブeX
- act ACE presents #01 舞台「君に似合う花言葉」 - 日替わりゲスト[81]
  - 11月10日[注 21]、CBGKシブゲキ!!
- Reading Act「スクルージと呼ばれた男」[82]
  - 2025年12月27日 - 30日、博品館劇場

2026年
- MANKAI STAGE『A3!』ACT3! 〜SPRING & SUMMER 2026〜 - 皆木綴 役[83]
  - 4月 - 5月

### テレビ

#### ドラマ・再現ドラマ
- 痛快TV スカッとジャパン（2018年5月21日、フジテレビ） - 再現ドラマ
- NHK大河ドラマ『西郷どん』（2018年10月21日 - 12月16日、NHK） - 市来宗介 役
- 仮面ライダージオウ 第17・18話（2019年1月6日・13日、テレビ朝日） - 青年 役
- あざとくて何が悪いの？（2021年3月6日、テレビ朝日） - 再現ドラマ

#### バラエティー・トーク・紀行
- Rの法則（2015年6月5日 - 2018年3月26日、NHK Eテレ） - R's 6期生 ユウキとして
- アルスマグナ 〜半熟男子の野望2HYPER〜（2018年1月17日・24日、TOKYO MX） - 「ラブ米」チームとして
- カメラ男子 プチ旅行記 大分編（2021年1月、tvkほか）[84]
- 2.5次元ナビ！（2023年2月 - 2024年3月、日テレプラス）[85]

### 映画
- MANKAI MOVIE『A3!』〜SPRING & SUMMER〜（2021年12月3日公開） - 皆木綴 役[86]
- MANKAI MOVIE『A3!』〜AUTUMN & WINTER〜（2022年3月4日公開） - 皆木綴 役[86]
- あれから、3年（2025年2月2日公開） - 村林先生 役

### ドラマCD
パレード・ホライゾン -PARADE HORIZONS-（2020年10月）

### イベント・ライブ

#### 個人イベント・ライブ
- 22nd Birthday Event（2019年12月17日、四谷区民ホール）
- 1st写真集「優しい花と笑い声」発売記念イベント（2020年1月20日、HMV&BOOKS SHIBUYA）
- 1st DVD『en.』発売記念イベント（2021年10月16日・17日、ワイム貸会議室 四谷三丁目）
- 24th Birthday Event - [en]ter -（2021年12月17日、ニッショーホール）
- 25th Birthday Event 〜EN-TRY〜（2022年12月17日、山野ホール）
- TALK EVENT TOUR 2023 〜TOKEN〜（2023年3月4日、大阪エクセルホテル東急 / 5日、ANAクラウンプラザホテルグランコート名古屋 / 4月9日、都市センターホテル）
- 1st ONE-MAN LIVE「EAR/NEST」（2023年7月29日、新宿ReNY / 30日、BananaHall）
- 舞台「青いはる」アフタートークーショー（2023年12月24日、都市センターホテル）
- TALK EVENT TOUR 2024 〜TOKEN〜（2024年4月24日、東京証券会館 / 5月7日、東急REIホテル）
- 前川優希 LIVE TOUR 2024 「ElatioN」（2024年7月20日、INSA / 7月27日、Banana Hall / 7月28日、ell.FITS ALL / 8月4日、cube garden / 8月11日、Veats Shibuya）
- 大団えん。〜今年もいろんなことあったよね2024〜（2024年12月23日、東京証券会館）
- 前川優希2nd写真集『指先で触れる青』発売記念イベント（2024年12月24日、SHIBUYA TSUTAYA / 2025年 1月11日、HMV&BOOKS SHIBUYA / 2025年1月12日、ブックファースト新宿店）
- TALK EVENT 2025 〜TOKEN〜（2025年4月20日、KIWA TENNOZ）
- 前川優希 LIVE TOUR 2025 「TENTH」（2025年7月19日、Space Zero仙台 / 7月27日、ell.FITS ALL / 8月2日、梅田BANGBOO / 8月3日、graf / 8月9日、代官山UNiT）

#### ゲスト 他
2017年
- スペースクラフトMen’s Crew! ファン感謝イベント（2月12日、浅草六区ゆめまち劇場）[87]
- スペースクラフトMen’s Crew!〜ホワイトデースペシャル〜（3月20日、浅草六区ゆめまち劇場）[88]
- E.T.L vol.8〜ボクラのアジトでNATSU☆祭〜（8月22日 - 25日、品川プリンスホテル クラブeX） - ひとめぼれ 役[89]
- RICE on STAGE『ラブ米』AGSスペシャルイベント 〜最近はやりの「ラブ米」って何？〜（10月13日、アニメイトAKIBAガールズステーション）[90]
- アニメイトガールズフェスティバル2017 RICE on STAGE『ラブ米』×アイドルステージ（11月3日、東京総合美容専門学校マルチホール） - ひとめぼれ 役[91]

2018年
- みつかるEテレまつり〜Eね！宝島〜（2月24日、二子玉川ライズ ガレリア特設会場）
- 最遊記歌劇伝－異聞－ 制作発表イベント（3月21日、アニメイト池袋本店）
- おとぎ裁判（9月29日13:00/19:00・30日18:00・10月6日13:00/18:00、俳優座劇場） - アフタートークゲスト[92]
- 秋の大収穫祭！RICE on STAGE『ラブ米』〜I’ll give you rice〜 DVD出荷記念早炊き応援上映会！！ in アニメイト新宿（9月30日、アニメイト新宿）[93]
- 古谷大和2019カレンダー発売記念イベント 1部（11月18日、関交協ハーモニックホール）

2019年
- 〜space craft天窓Project〜 fan meeting.「 0_1 」（6月10日、恵比寿天窓.switch）
- 笹森裕貴 22th Birthday Event 昼公演（6月22日、武蔵野スイングホール）
- 横田龍儀 バースデーイベント2019（9月16日、コラッセふくしま 多目的ホール）
- 「MANKAI STAGE『A3!』〜SPRING 2019〜」MUSIC Collection リリース記念スペシャルイベント（10月19日、サイエンスホール）
- キャストサイズ スペシャルトークライブ（11月4日、渋谷Eggman）
- 田口涼のなんばりんぐイベント#03 夜の回（11月4日、ラゾーナ川崎プラザソル）

2020年
- おとぎ裁判 第2審 〜戦慄の誘拐パレード ビッグマウスにご用心〜（1月14日、CBGKシブゲキ!!） - アフタートークゲスト

2021年
- 田村心×前川優希『カメラ男子 プチ旅行記 大分編』完成披露イベント（1月31日、赤羽会館1階講堂）[94]
- MANKAI STAGE 『A3!』 Film Collection（6月8日・20日・25日、TACHIKAWA STAGE GARDEN）[95]
- カメラ男子 プチ旅行記 〜大分編・富山編〜 合同感謝祭（7月3日、サンパール荒川大ホール）[96]
- おとぎ裁判 第3審 DVDアニメイト発売記念イベント『トーチ諸君の陪審審理』（7月14日、アニメイト池袋本店）
- 牧島 輝 バースデーイベント2021（8月29日、なんばHatch）
- 畠中恵「しゃばけ」シリーズpresentsシャイニングモンスター〜ばくのふだ〜DVD発売記念イベント（9月28日、アニメイト池袋本店）
- 淑徳大学東京キャンパス / 淑徳祭 トークショー（11月14日、淑徳大学 学内ホール）
- そりバ2021〜宴〜 1部（11月20日、Alice aqua garden ⽥町）[97]
- RICE on STAGE『ラブ米』〜Rice will come〜（11月20日17:00、品川プリンスホテル クラブeX） - 米トーーク！リターンズ（アフタートーク）ゲスト[98]
- MANKAI MOVIE『A3!』〜SPRING & SUMMER〜 公開記念舞台挨拶（12月4日、TOHOシネマズ 六本木ヒルズ）
- MANKAI MOVIE『A3!』〜SPRING & SUMMER〜 大ヒット記念舞台挨拶（12月18日、OSシネマズ神戸ハーバーランド・TOHOシネマズ 梅田・ミッドランド スクエアシネマ）

2022年
- 田口涼 バースデーイベント 第1部（2月19日、ラゾーナ川崎プラザソル） - ゲストMC
- MANKAI MOVIE『A3!』〜AUTUMN & WINTER〜 スペシャルトークショー（3月11日、新宿バルト9）[99]
- 劇場版！たぐコミュ人狼vol.1（4月2日、ラゾーナ川崎プラザソル）
- 遅れてごめんね｢ふるややまとのたんじょうび｣ 第1部・第2部（6月4日、秋葉原UDXシアター → 浜離宮朝日ホール 小ホール）
- HADO Actors CUP Vol.1（6月4日、アクアシティお台場 5F HADO ARENA お台場）[100]
- 劇場版！たぐコミュ人狼vol.2（6月25日、ラゾーナ川崎プラザソル）
- 小坂涼太郎 26th BIRTHDAY EVENT「Monochrome vol.5」 第1部（7月9日、時事通信ホール）[101]
- 『NAIKON AID』 スナックキムラ（8月11日、新宿シアタートップス）
- 「2.5次元大上映祭 2022」〜RICE on STAGE「ラブ米」〜　トークショー（8月13日、AiiA 2.5 Theater Kobe） ※新型コロナウイルス感染により辞退[102]
- 「おねがいっパトロンさま！The Stage」スピンオフイベント 〜ももくまチャンネル 出張版！〜（9月4日、雷5656会館ときわホール）[103]
- たぐコミュ人狼オフラインスクール!!（9月19日、ラゾーナ川崎プラザソル）
- 高橋怜也 BIRTHDAY EVENT 2022 2部（9月24日、東京総合美容専門学校マルチホール） - メッセージ動画[104]
- MANKAI STAGE『A3!』ACT2 〜SPRING 2022〜 ディレイビューイング トークショー（9月25日、新宿バルト9）[105]
- ちょいミーリアルイベント ガチャトーーク（10月5日、新宿FACE）[106]
- 2.5次元ナビ！シアターVol.1〜セッションしようゼ！〜（10月14日18:30、CBGKシブゲキ!!） - トークゲスト[107]
- HADO Actors CUP Vol.2（10月15日、THE GARDEN HALL）[108]
- 劇場版！たぐコミュ人狼vol.3 1部（10月16日、ラゾーナ川崎プラザソル）
- たぐコミュ人狼オフラインスクール!!2回目!! 1部（12月11日、ラゾーナ川崎プラザソル）
- STAGE FES 2022-2023（12月31日、TACHIKAWA STAGE GARDEN） - ひとめぼれ 役[109]

2023年
- 劇場版！たぐコミュ人狼vol.4（1月7日、R’sアートコート）
- 2.5次元ナビ！公開収録2023（4月4日、R’sアートコート）
- 劇場版！たぐコミュ人狼vol.6（4月8日、ラゾーナ川崎プラザソル）
- 植田鳥越「口は○○のもと〜若俳たちは本能寺にあり〜」（6月18日、ヒューリックホール東京）
- 若俳軍団の逆襲（9月24日、I’M A SHOW）
- 劇場版！たぐコミュ人狼vol.8（9月24日、R’sアートコート）
- ー(マイナス)2.5次元な世界（9月27日、I’M A SHOW）
- 劇場版！たぐコミュ人狼vol.9（10月14日、全電通ホール）

2024年
- 劇場版！たぐコミュ人狼vol.10（1月8日、全電通ホール）
- Iso会 Vol.7〜明けしだいた新年に大いなる歓びを（1月22日、日本橋PACMAN）
- 劇場版！たぐコミュ人狼vol.12（5月18日、雷5656会館）
- ニコメンドッジボールカップ2024（7月6日、アリーナ立川立飛）
- Bilibili World 2024（7月13日、上海国家会展中心） - 皆木綴 役
- CROSS OVER〜異世界転生しなかったキドゥ〜TSUBASA KIZU FAN MEETING2024（7月14日、TIAT SKY HALL）
- たぐコミュ人狼vol.13（7月15日、全電通ホール）
- 2.5次元ナビ！の楽屋へようこそ（8月10日、星陵会館）[110]
- 田口涼と前川優希の「たまニコ！」第41回＆42回 〜夏休みSpecial☆初の公開生放送！〜（8月18日、THE BAGUS PLACE「K-Place」）
- 「流され・る君へ〜足利尊氏太変記〜」上映会（8月25日、日経ホール）
- たぐコミュ人狼vol.14（9月16日、全電通ホール）
- 遠藤しずかBIRTHDAY EVENT #推しずの生誕祭（9月28日、恵比寿ガーデンプレイスタワー13F）
- 若俳軍団 東京秋の陣〜夜の宴〜（9月28日、I’M A SHOW）
- る剣「いくぜ、会津若松」バスツアー（12月8日）

2025年
- 本読みLIVE『すりあくっ!!!』 vol.1（1月26日、和光大学ポプリホール鶴川） - 脚本・演出進行
- たぐコミュ人狼vol.16（2月1日、雷5656会館）
- 鯨井JAPAN 春直前スペシャル 〜ロン毛監督チェキ祭り〜（3月15日、Tokyo Guesthouse Oji music lounge）
- たぐコミュ人狼vol.17（5月17日、全電通ホール）
- 前川優希 × KINGLYMASK 1日店長イベント（5月24日、KINGLYMASK原宿本店）
- 舞台『愚れノ群れ』上映会（6月6日、シアターサンモール）
- 本読みLIVE『すりあくっ!!!』 vol.2（6月21日、浜離宮朝日ホール 小ホール） - 脚本・演出助手
- 2.5 次元ナビ！presents「にごたび！」（9月21日、神奈川県民共済みらいホール）
- 本読みLIVE『すりあくっ!!!』 vol.3（9月23日、雷5656会館ときわホール）
- MANKAI STAGE『A3!』Bloom Fan Meeting 2025（9月29日・30日、品川プリンスホテル ステラボール）[111]
- 「時る2」上映会（2025年11月9日、サンケイホールブリーゼ）
- 安里勇哉ファンツアー with 前川優希『みんな一緒にちむどんどーん！』（2025年10月4日 - 5日）

### CM
- P&G レノアハピネス「同級生の30cm編」（2017年）
- コカ・コーラ「コールドサインボトル編」（2017年）
- LINE Clova Friends 「受験生編」（2017年 - 2018年）

### WEB

#### 映像作品
- ASMR×演劇『DUMMY 2032』（2020年、YouTube）[112] - 浅村 役
- ASMR×演劇『The ROOM』（2021年、YouTube）[113]

#### レギュラー
- 田口涼と前川優希のニコ生『たまニコ！』（2020年8月29日 - 、ニコニコ生放送）[114]
- のぞきみバラエティ 『ぬすみみ』（2020年5月16日 - 9月28日、ONSTAGE）[115]
- 本日開店！屋台前川（2024年11月14日〜、NATSLIVE）
- 優希のイントロDON☆（2025年3月17日〜、NATSLIVE）

#### 単発
- 前川優希23rdバースデー記念オンラインイベント（2021年1月17日、SKIYAKI）[116]
- 前川優希 写真集・カレンダー発売記念オンライントークショー（2021年2月11日）
- 前川優希×ヴィレヴァンコラボアパレル"yuukiiro"オンラインサイン会（2021年2月28日、YouTube）[117]
- 前川優希カレンダーブック2021.04-2022.03発売記念オンラインイベント（2021年3月27日・28日、Vimeo）
- 前川優希 1st DVD『en.』オンラインサイン会（2021年10月16日、YouTube）
- 舞台「水平なライオン」稽古場配信（2024年11月16日、ツイキャス） - MC
- 前川優希SPクッキング（2024年10月1日、NATSLIVE）
- 前川優希SPアート（2025年1月9日、NATSLIVE）

#### ゲスト 他
- NHK『⇒2020 レスリー・キーがつなぐポートレートメッセージ』（2016年）[118]
- RICE on STAGE『ラブ米』LINE LIVE 米ステ公演直前！稽古場から愛を米Night！(2018年4月13日、LINE LIVE）
- キャストサイズニュース 第99回（2018年8月15日、ニコニコ生放送）[119]
- KANPAI!オランジーナ 千秋楽おつかれさま生配信（2018年11月4日）[120]
- 田口涼のYouTubeチャンネル（2019年 - 、YouTube）[121] - ゲスト出演や自身のYouTubeチャンネルとのコラボ配信等
- みんなでKANPAI!TANSAN4!千秋楽おつかれさま生配信（2019年3月24日、YouTube）[122]
- MANKAI STAGE『A3!』春組単独公演打ち上げパーティー！（2019年6月2日、YouTube）[123]
- キャストサイズニュース 第111回（2019年8月21日、ニコニコ生放送）[124]
- MANKAI STAGE『A3!』秋組単独公演打ち上げパーティー！（2020年3月1日、YouTube） - MC[125]
- 田口涼のなんばりんぐイベント 番外編3 in ニコ生チャンネル（2020年3月14日、ニコニコ生放送）[126]
- キャストサイズニュース 第120回（2020年5月13日、ニコニコ生放送）[127]
- オンライントーク「舞台『機動戦士ガンダム00』-延期による再生-」（2020年6月17日、YouTubeおよびガンダムファンクラブ）
- 笹森裕貴バースデーオンラインイベント（2020年6月21日 2部、ニコニコ生放送）[128]
- 田村升吾、前川優希、北乃颯希と一緒にRICE on STAGE『ラブ米』〜Endless rice riot〜を観よう 生米ンタリー特番（2020年11月1日、ニコニコ生放送）
- 平野 良のおもいッきり木曜日 第六十七夜（2020年12月10日、ニコニコ生放送）
- 【忠る先行特典】冬季特別講習 “忠臣蔵”を学ぶオンライン塾（2020年12月24日、Streaming+）
- 赤澤燈・陳内将の 笑ってじんとも！！ #4（2021年2月13日、PLATTO）
- キャストサイズニュース 第129回（2021年2月17日、ニコニコ生放送）[129]
- 堀田怜央「心よ栃木に戻れ・ぼくの栃木県民の日配信」（2021年6月15日） - コメント動画出演
- 演劇横丁裏通り-たくのみ交遊録-2.5次元俳優おうちじかんトーク番組 第11回（2021年9月20日、ニコニコ生放送）
- なのラボ（2021年9月24日、ニコニコ生放送）
- うえちゃんのまったりしゃべらNight #112（2021年10月28日、ニコニコ生放送）
- ささスタ特別版「笹森裕貴の秘密のハロウィンパーティー2021」（2021年10月31日、ニコニコ生放送）
- RICE on STAGE『ラブ米』〜Rice will come again〜 生米ンタリー特番【ニコ生で米まみれ】（2021年11月4日、ニコニコ生放送）
- 【シンる先行特典】『シンる』冬季特別講習 “シンるの時代”を学ぶオンライン塾（2021年12月24日、Streaming+）[130]
- 【シンる先行特典】オンラインツアー『いざ！鎌倉ツアー』（2021年12月25日、Streaming+）[130]
- 赤澤燈・陳内将の笑ってじんとも！！#14 〜年末年越しSP〜（2021年12月31日、PLATTO）
- 2.5次元俳優対談配信番組「タイダン!!」（2022年3月）
- 気仙沼 久慈 福島を好きになる！前川優希のおかえり館ナビゲート！（2022年3月14日、ZOOM）
- 「タイダン!!」配信20回記念 スペシャル番組「ザツダン!!」（2022年4月28日、YouTube）[131]
- 「シンる」キャスト登壇付きオンライン振り返･る上映会（2022年7月10日・16日、Streaming+）[132]
- 加藤将のおべんきょしまSHOW（2022年7月20日、ニコニコ生放送）
- 月刊染谷マガジン（2022年10月13日、ニコニコ生放送）
- キャストサイズニュース 第149回（2022年10月19日、ニコニコ生放送）[133]
- 君沢青春学園ライブ配信（2022年12月7日、FAM）
- 赤澤燈・陳内将の笑ってじんとも！！#30（2023年4月16日、PLATTO・Streaming+）
- RYOYA CHANNEL 第5回（2023年5月22日、ニコニコチャンネル）
- 君沢青春学園ライブ配信（2023年7月12日、FAM）
- 橋本真一の『陽だまりチャンネル』（2023年7月26日、ニコニコ生放送）
- RYOYA CHANNEL 第8回（2023年8月22日、ニコニコチャンネル） - コメント動画
- 相葉裕樹の夜ふかし。（2023年12月21日、ニコニコチャンネル）[134]
- 新正俊と野口準のニコ生ゲームLv.2（2024年4月30日、ニコニコチャンネル）
- 笹森裕貴の「ささスタ」#50（2024年9月27日、ニコニコ生放送）
- 舞台『末原拓馬奇譚庫』稽古場配信（2025年1月16日、ツイキャス）
- にゃんと陣の生放送やっちゃいます！#41（2025年1月27日、ニコニコチャンネル）
- 橋本真一のひだまりカフェ #7（2025年1月30日、ニコニコチャンネルプラス）
- 安里勇哉のあさと☆ちゃんぷる〜（2025年7月16日、ニコニコ生放送）

### ラジオ

#### レギュラー
- 2.5次元男子放送部（2018年6月15日・22日、TS ONE） - 回替わりパーソナリティ
- MANKAI STAGE『A3!』ラジオ（2018年10月6日 - 2022年3月27日、ニッポン放送） - 不定期出演

#### ゲスト 他
- 月曜の夜だから...。（2018年8月27日、FM FUJI） - ゲスト
- リアルをぶつけろ！ハッシュタグZ（2021年1月30日、ABCラジオおよびLINE LIVE） - ゲスト
- DJ井澤の小耳にはさんでいきなはれ（2023年3月17日・31日、spotify） - ゲスト
- BLUE IN GREEN（2024年12月21日、J-WAVE） - コーナーゲスト

## 作品

### 舞台
- 舞台「青いはる」（2023年11月29日 - 12月3日、シアター・アルファ東京） - 脚本・演出・プロデュース[注 22][135]
- 舞台「水平なライオン」（2024年11月20日 - 24日、シアター・アルファ東京） - 脚本・演出・プロデュース[注 23][136]

### 写真集
- 前川優希1st写真集『優しい花と笑い声』（東京ニュース通信社、2019年12月17日発売）
- Hue⁵（2020年11月7日発売 ） - カメラマン、モデルとして参加[137]
- TIMEs（2022年） - カメラマンとして河合龍之介を撮影[138]
- 前川優希2nd写真集「指先で触れる青」（東京ニュース通信社、2024年12月17日発売）

### カレンダー
- 前川優希カレンダー 2020.04-2021.03（東京ニュース通信社、2020年2月26日発売）
- 前川優希カレンダーブック 2021.04-2022.03（東京ニュース通信社、2021年3月17日発売）

### DVD
- 前川優希 1st DVD『en.』（MEN'S SCROLL、2021年10月16日発売）[注 24]

### その他
- 役者100人展『役者100人の秘密展』（2019年12月24日 - 29日、渋谷 ギャラリールデコ）[139]

- 撮ルンです展（2020年3月27日 - 31日、Gallery NIW） - カメラマンとして参加
- 役者100人展『戦う役者100人展』（2020年12月22日 - 27日、渋谷 ギャラリー・ルデコ）[140]
- yuukiiro（2021年、 ヴィレッジヴァンガード） - コラボアパレル監修[141]
- 前川優希×VANQUISH（2021年、VANQUISH）[142]
- 役者100人展『はじまりの、役者100人展』（2021年12月21日 - 29日、渋谷 ギャラリー・ルデコ）
- 役者100人展『うたう！役者100人展！！』（2022年12月23日 - 27日・2023年1月4日 - 9日、東京芸術劇場ギャラリー2＆アトリエウエスト・1月31日 - 2月5日、京都 同時代ギャラリー）
- PLAYLAND ART展05（2025年8月2日 - 3日、MARK IS 福岡ももち・8月15 - 17日、Popularity gallery & studio）